# Mário Zagallo
Mário Jorge Lobo Zagallo (9. srpen 1931 Maceió – 5. ledna 2024) byl brazilský fotbalista a úspěšný fotbalový trenér, první muž, který vyhrál mistrovství světa ve fotbale jako hráč i trenér. Hrával na pozici útočníka, středního i křídelního. S brazilskou reprezentací vyhrál mistrovství světa roku 1958 ve Švédsku a 1962 v Chile (Zagalo zde v all-stars týmu) a získal stříbrnou medaili na mistrovství Jižní Ameriky roku 1959. Celkem za národní tým odehrál 33 zápasů, v nichž vstřelil 5 branek. Jako trenér vedl Brazílii v letech 1967–1968, 1970–1974 a 1994–1998. Získal titul mistra světa roku 1970, stříbrnou medaili roku 1998, vyhrál Copa América roku 1997 a získal na tomto turnaji stříbro roku 1995. Na olympijských hrách 1996 získal bronz. Na mistrovství světa 1974 skončil jím vedený brazilský tým čtvrtý. Zúčastnil se ještě mistrovství světa v Itálii roku 1990 jako trenér Spojených arabských emirátů.